# Keldonk
Keldonk est un village situé dans la commune néerlandaise de Meierijstad, dans la province du Brabant-Septentrional. Le 1er janvier 2006, le village comptait 1 063 habitants.